# Nature Structural & Molecular Biology
Nature Structural & Molecular Biology (до 2003 года носил название Nature Molecular Biology) — научный журнал, издаваемый Nature Publishing Group с 1994 года и посвящённый последним достижениям в области структурной и молекулярной биологии.
В 2012 году журнал обладал импакт-фактором 11,902, что является наивысшим показателем для биофизических журналов и одним из самых высоких показателей для журналов в области биохимии, молекулярной и клеточной биологии.
В 2009 году вошёл в Список 100 самых влиятельных журналов биологии и медицины за последние 100 лет.

## О журнале
Журнал публикует статьи, посвящённые последним достижениям в области структурной и молекулярной биологии. Основные направления исследований, представленные в журнале, включают в себя:
- Структура и функции белков, нуклеиновых кислот и других макромолекул
- Структура и функции многокомпонентных комплексов
- Репликация, репарация и рекомбинация ДНК
- Структура и реконструкция хроматина
- Транскрипция
- Процессинг РНК
- Трансляция
- Регуляция транскрипции и трансляции
- Функции некодирующей РНК
- Свёртывание, обработка и деградация белков
- Сортировка белков и РНК
- Передача сигналов и внутриклеточная сигнализация
- Мембранные процессы
- Белки на поверхности клетки и межклеточное взаимодействие
- Молекулярные основы болезней